# Eldorado (departement)
Eldorado is een departement in de Argentijnse provincie Misiones. Het departement (Spaans:  departamento) heeft een oppervlakte van 1.927 km² en telt 67.726 inwoners.

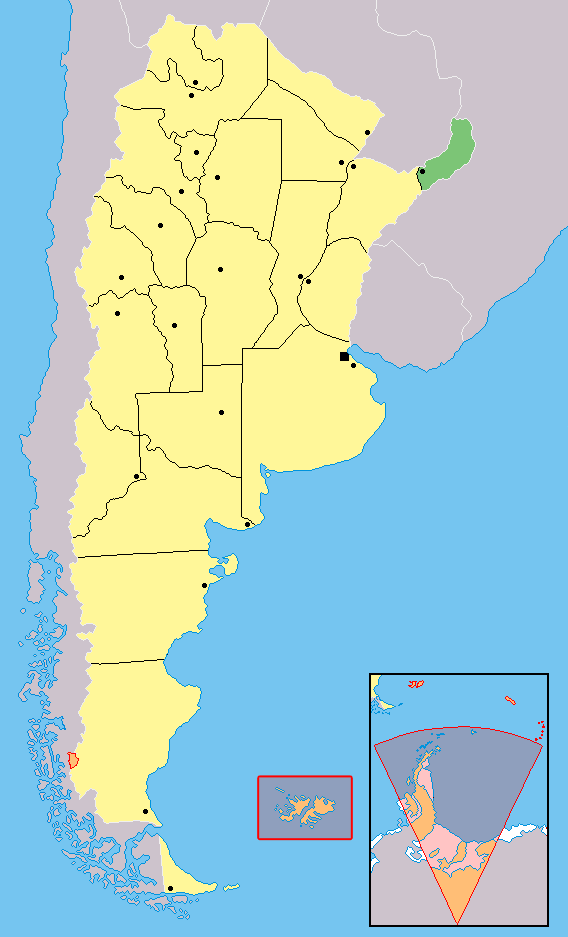

## Plaatsen in departement Eldorado
- 9 de Julio
- Colonia Delicia
- Colonia Victoria
- Eldorado
- Santiago de Liniers